# St. Bartholomäus (Motten)

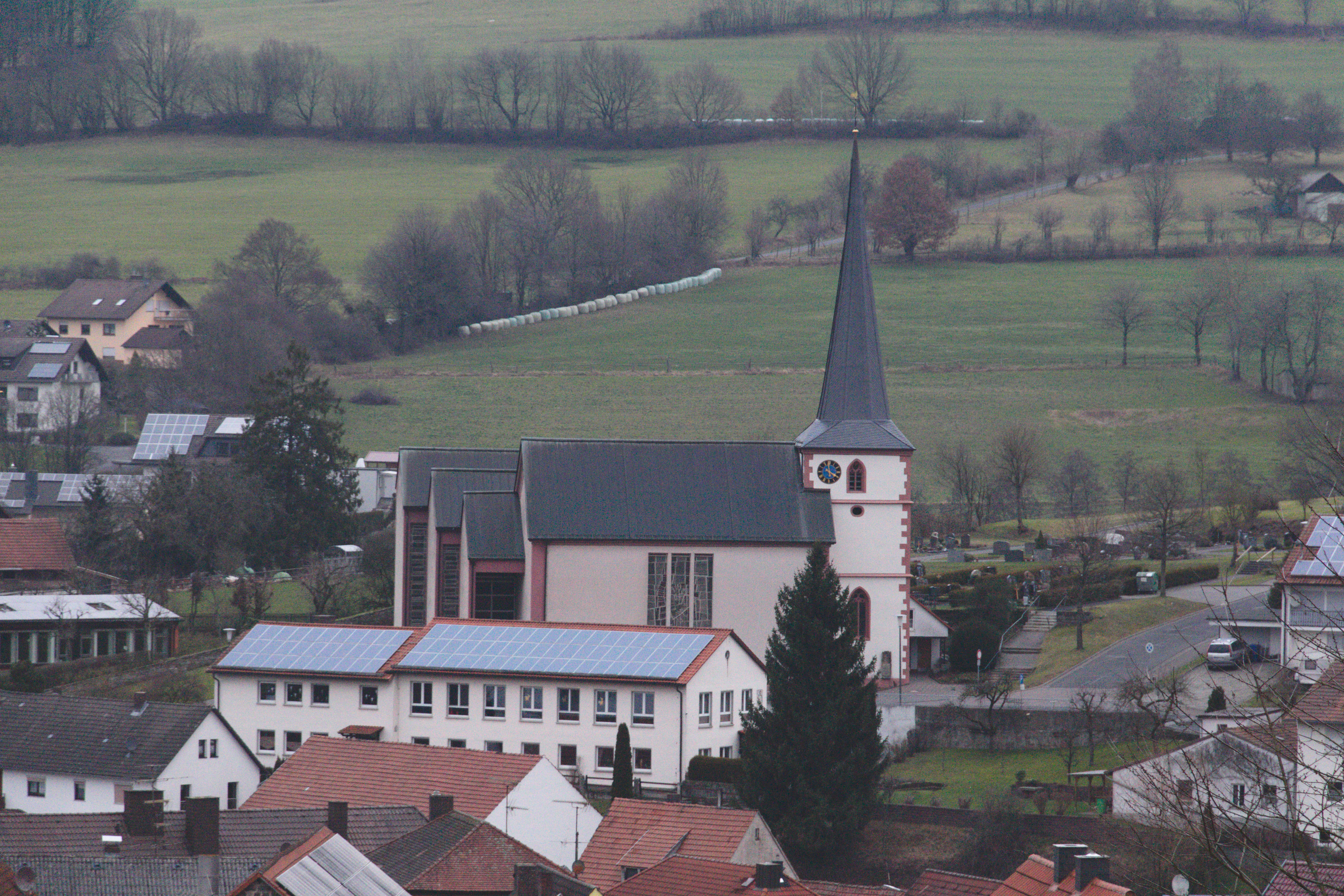
St. Bartholomäus (Motten)

Die römisch-katholische, denkmalgeschützte Pfarrkirche St. Bartholomäus steht in Motten, einer Gemeinde im Landkreis Bad Kissingen (Unterfranken, Bayern). Das Bauwerk ist unter der Denkmalnummer D-6-72-134-1 als Baudenkmal in der Bayerischen Denkmalliste eingetragen. Die Pfarrei gehört zur
Pfarreiengemeinschaft St. Georg-Maria Ehrenberg im Dekanat Hammelburg des Bistums Würzburg.

## Beschreibung
Der Neubau von 1966 ist zu groß. Die Kirche wird deswegen in den nächsten Jahren auf das ursprüngliche Format, dem Kirchturm, einem ehemaligen Chorturm aus dem 16. Jahrhundert, der am Ende des 18. Jahrhunderts mit einem achtseitigen, schiefergedeckten Knickhelm bedeckt wurde, und dem Langhaus von 1881 zurückgebaut.